# Techniki projekcyjne
Techniki projekcyjne (badania projekcyjne) – metoda badania osobowości polegająca na przedstawieniu badanemu sytuacji bodźcowej, niemającej dla niego znaczenia arbitralnie ustalonego przez eksperymentatora, ale zarazem takiej, która będzie mogła nabrać znaczenia przez to, iż osobowość badanego narzuci jej swoje indywidualne znaczenie i organizację.

Jest to wprowadzenie między badającego a badanego, czynnika celowo dobranego, co do którego można żywić nadzieję, że wywoła w badanym określone reakcje i postawy emocjonalne. Charakter tych reakcji, ich siła, natężenie i trwanie stanowią właśnie przedmiot zainteresowania badacza.

## Grupy technik projekcyjnych
Techniki werbalne – polegają na kojarzeniu słów, kończeniu zdań lub odpowiedzi na specjalne pytania. Badany wyraża w ten sposób swoje uczucia lub reakcje. Odpowiedzi udzielane przez badanego powinny być udzielane natychmiastowo, na zasadzie bodziec – reakcja, ponieważ tylko takie badania będą obiektywne i pozwolą na ukazanie prawdziwych emocji i procesów zachodzących wewnątrz umysłu człowieka.

Techniki obrazkowe – polegają na opisywaniu treści przedstawianych obrazków, konsekwencji przedstawianych scen lub przyczyn, które do przedstawionej sytuacji doprowadziły.

## Wykorzystanie technik projekcyjnych
Techniki projekcyjne stosowane są najczęściej w psychologii klinicznej i w psychologii eksperymentalnej. Wykorzystywane są w:
- metodzie monografii pedagogicznej
- sondażu diagnostycznym
- metodzie indywidualnych przypadków

## Narzędzia badawcze technik projekcyjnych
- testy psychologiczne
- inwentarze osobowości
- skale podstaw
- arkusze
- kwestionariusze